# Supercoppa bielorussa 2021 (pallavolo maschile)
La Supercoppa bielorussa 2021, 5ª edizione della Supercoppa nazionale di pallavolo maschile, si è svolta il 30 settembre 2021: al torneo hanno partecipato due squadre di club bielorusse maschili e la vittoria finale è andata per la seconda volta al Budaŭnik Minsk.

## Regolamento
Le squadre hanno disputato una gara unica.

## Squadre partecipanti
| Squadra           | Qualificazione                                                 | Ultima partecipazione      |
| ----------------- | -------------------------------------------------------------- | -------------------------- |
| Budaŭnik Minsk    | Finalista Coppa di Bielorussia 2020-21                         | Supercoppa bielorussa 2020 |
| Šachcër Salihorsk | Vincitrice Vysšaja Liha 2020-21 e Coppa di Bielorussia 2020-21 | Supercoppa bielorussa 2020 |

## Torneo
| 30 settembre 2021 Ljadóvy Palác Spórtu, Salihorsk Durata: ? - Spettatori: 1 120 | Šachcër Salihorsk | 2 - 3 | Budaŭnik Minsk | 25-17, 22-25, 16-25, 27-25, 9-15 |